# شهرک‌های مسکونی تهران
شهرک‌های مسکونی تهران یکی از راه‌حل‌های پیشنهادی به منظور حل مشکل گرانی مسکن برای شهروندان تهرانی می‌باشد، رقابت انبوه‌سازان در ساخت شهرک‌هایی با همه امکانات و خدمات رفاهی برای پذیرش توأم اقشار کم‌درآمد، میان‌درآمد و پردرآمد، قیمت‌ها را نیز رقابتی می‌کند. در ذیل فهرستی از شهرک‌های موجود در شهر تهران را می‌یابید:

## شهرک‌های مسکونی شهر تهران

### شهرک آتی ساز
مجتمع مسکونی آتی ساز واقع در شمال تهران (محله اوین)، جنب هتل اوین، جنوب هتل آزادی و مشرف به بزرگراه شهید چمران است. مجتمع آتی ساز درحالیکه در مرز دو منطقه ۱ و ۲ قرار دارد از نظر مناطق شهرداری جز منطقه ۲ بشمار می‌رود. ساخت این برج‌ها از سال ۱۳۵۵ در راستای فعالیت بلندمرتبه‌سازی، با طراحی ۲۳ برج ۱۲ تا ۳۲ طبقه توسط شرکت آتی‌ساز آغاز شد که شرکت‌های خارجی به نام‌های توستی، ارکه الکترونیک، شواندورث به عنوان پیمانکار تأسیساتی و شرکت ژاپنی میتسوبیشی در زمینه فروش آسانسور با این شرکت همکاری کرده‌اند. همچنین شرکت آرکی‌تست از ایتالیا به عنوان مشاور ساخت و پیمانکار این پروژه نیز شرکت چکش بوده‌است. هم‌اکنون این مجتمع با داشتن ۲۳ بلوک و ۲۲۹۰ واحد مسکونی و خانوار یکی از بزرگ‌ترین مجتمع‌های تهران می‌باشد و با فضای سبز و زیبا همچنین یکی از زیباترین محل‌های سکونت در شهر تهران بشمار می‌رود. نکته جالب توجه آنکه آتی ساز در واقع نه یک شهرک، بلکه یک مجتمع است! اما از آنجا که مساحت مجتمع آتی ساز بسیار وسیع و در حدود ۱۵ هکتار است، نزد اهالی تهران اغلب از آن به عنوان شهرک آتی ساز یاد می‌شود.

### شهرک اکباتان
شهرک اکباتان یکی از بزرگ‌ترین شهرک‌های خاورمیانه است. این شهرک در غرب تهران و ناحیه شش منطقه ۵ شهرداری تهران قرار گرفته‌است. این شهرک ۵/۹۴ کیلومتر مربع وسعت و ۴۴۹۸۱ نفر جمعیت دارد. شهرک اکباتان از سمت شرق به شهرک آپادانا، از شمال به اتوبان تهران کرج و از جنوب به جاده مخصوص تهران کرج محدود گشته‌است. شهرک اکباتان در مسیر خط چهار متروی تهران قرار دارد. طراحی مجموعهٔ شهرک بر عهده جردن گروزن و ساخت آن بر عهده شرکت آمریکایی استارت بوده‌است. طرح ساخت این شهرک در ابتدا بسیار وسیع بود، و به‌طور نمونه شامل ساخت دریاچه مصنوعی می‌شده‌است. بعد از انقلاب تغییراتی در مجموعه‌های اقتصادی آن انجام گرفت. اما در حال حاضر طرح‌های آن به صورت مجموعه‌های رفاهی، فرهنگی و اقتصادی در دستور کار ساخت قرار گرفته‌است.

### شهرک آپادانا
این شهرک، از شمال به اتوبان تهران کرج، از شرق به مجتمع مسکونی شهید فکوری، از غرب به شهرک اکباتان محدود می‌شود.

### شهرک امید
شهرک امید یکی از شهرک‌های مسکونی شمال شرق تهران و در مجاورت پارک جنگلی لویزان قرار گرفته‌است. این شهرک شامل ۱۹۴۶ واحد مسکونی در قالب ۱۸ برج در کنار ۵۴ خانهٔ ویلایی است و جمعیت ساکن در آن حدوداً ۱۰۰۰۰ نفر برآورد می‌شود. عملیات طراحی و ساخت این شهرک در شمال شرق تهران منطقه لویزان به نام «شهرک فرحناز» در اواخر حکومت پهلوی به منظور تأمین مسکن پرسنل گارد شاهنشاهی توسط یک پیمانکار فرانسوی به نام شرکت S.A.E آغاز شد. این شهرک پیش از انقلاب اسلامی قرار بود تنها به فرماندهان، امیران، افسران و درجه داران گارد شاهنشاهی اختصاص یابد و در تیرماه ۱۳۵۷ از این مجموعه حال ساخت توسط شخص محمدرضا پهلوی و دخترش فرحناز بازدید شد.
پس از انقلاب اسلامی در سال ۱۳۵۷ و انحلال گارد شاهنشاهی، این شهرک مدتی با نام پروژه قنات کوثر و سپس به «شهرک امید» تغییر نام پیدا کرد و مالکیت آن به شرکت تعاونی مسکن امید وابسته به لشکر ۲۱ حمزه نیروی زمینی ارتش (که از ادغام دو لشکر یک و دو گارد شاهنشاهی ایجاد شده بود) واگذار شد. عملیات عمرانی مطابق نقشه قبلی پس از توقفی چند ساله مجدداً از سر گرفته شد و نهایتاً ۱۸ ساختمان در سه نوع A و B و C به بهره‌برداری کامل رسید و به تدریج تحویل خریداران شد.

### شهرک غرب
شهرک غرب یا شهرک قدس، یکی از مناطق شمال غربی تهران است. شهرک غرب در گذشته محل اسکان خارجی‌هایی بود که وارد تهران می‌شدند.
در سال ۱۳۴۰ «مجتمع مسکونی شهرک غرب» در شمال غربی تهران، با طراحی و معماری مهندسان آمریکایی و براساس مدل نمونه برج‌های مسکونی ایالات متحده آمریکا ساخته و به همین دلیل نام این منطقه شهرک غرب شد.